# Piotr Pokrishev
Piotr Afanásievich Pokrishev (en ruso: Пётр Афана́сьевич По́крышев, en ucraniano: Петро́ Опана́сович По́кришев, romanizado: Petró Opanásovich Pokryshev; Jola Pristan, Imperio ruso, 24 de agosto de 1914 – Leningrado, Unión Soviética, 22 de agosto de 1967) fue un piloto de combate y comandante de escuadrón en la Fuerza Aérea Soviética durante la Segunda Guerra Mundial. Durante la guerra se convirtió en un as de la aviación con dieciocho victorias individuales y nueve compartidas (otras fuentes elevan esta cifra a veintidós victorias individuales y siete compartidas). Además fue galardonado dos veces con el título de Héroe de la Unión Soviética.

## Biografía

### Infancia y juventud
Piotr Pokrishev nació el 24 de agosto de 1914 en la pequeña localidad de Jola Pristan —en esa época situada en el óblast de Táurida en el Imperio ruso, actualmente ubicada en el óblast de Jersón en Ucrania— en el seno de una familia de campesinos ucranianos. EN 1929, después de terminar el quinto grado en la escuela local, trabajó en la construcción naval en una instalación de propiedad colectiva en su ciudad natal antes de mudarse a la ciudad de Járkov en 1930. Allí asistió a una escuela de oficios donde estudió hasta 1932, después comenzó a trabajar como mecánico en una fábrica.
En 1934 completó su formación en el club de vuelo local de la asociación paramilitar OSOAVIAJIM (Unión de Sociedades de Asistencia para la Defensa, la Aviación y la Construcción Química de la URSS). y se unió al Ejército Rojo. Al año siguiente, se graduó en la Escuela de Pilotos de Aviación Militar de Odesa y luego fue asignado a un escuadrón del 1.er Cuerpo de Aviación y en julio fue trasladado al 13.º Escuadrón Independiente de Aviación de Cazas. En 1938 fue enviado al 38.º Regimiento de Aviación de Cazas como comandante de vuelo, aunque estuvo poco tiempo en este puesto ya que al mes siguiente fue destinado al 7.º Regimiento de Aviación de Cazas, en el que combatió durante la Guerra de Invierno.
Durante este conflicto realizó cincuenta misiones de combate a los mandos del caza monoplano Polikarpov I-16 y obtuvo dos derribos confirmados; uno de ellos fue una victoria compartida (otras fuentes mencionan que consiguió ocho victorias compartidas). El 1 de diciembre de 1939, debido a un problema con el motor de su avión se vio obligado a realizar un aterrizaje de emergencia, aunque pudo regresó a su regimiento cinco días después. El 20 de diciembre, su avión fue alcanzado por fuego antiaéreo, su aparato se incendió pero sobrevivió. Al llegar a territorio amigo tuvo que realizar un aterrizaje de emergencia en una zona boscosa. En enero de 1940, sufrió una lesión en la clavícula, lo que le obligó a dejar de realizar misiones de combate durante el resto del año.
Después del final de la guerra permaneció en su regimiento y en enero de 1941 fue trasladado al 158.º Regimiento de Aviación de Cazas donde se le asignó el puesto de comandante de escuadrón.

### Segunda Guerra Mundial
Durante el primer mes posterior a la invasión alemana de la Unión Soviética, obtuvo su primera victoria aérea: un derribo compartido de un He 111. Fue la única victoria aérea que obtuvo durante la guerra mientras volaba el I-16. Poco después comenzó a volar en el caza el Yak-1, y en julio derribó un Ju 88. Posteriormente obtuvo una victoria compartida antes de ser transferido al 154.º Regimiento de Aviación de Cazas como comandante de escuadrón y comandante adjunto de regimiento en octubre. La unidad fue honrada con la designación de guardias y pasó a llamarse 29.º Regimiento de Aviación de Combate de la Guardia en noviembre.
En diciembre, obtuvo su primera victoria aérea a los mandos de un caza de fabricación estadounidense P-40 cuando derribó un Bf 109. A lo largo de la primera mitad de 1942, aumentó rápidamente su número de victorias, y el 10 de julio de 1942 fue nominado para el título de Héroe de la Unión Soviética por realizar 211 misiones de combate y anotar varios derribos en solitario, que le fue otorgado el 10 de febrero de 1943. Muchas de las misiones que realizó fueron en los alrededores de Leningrado, mientras la ciudad estaba sometida a un sangriento sitio. En junio de 1943 fue nombrado comandante del 159.º Regimiento de Aviación de Cazas, el regimiento estaba equipado con el moderno caza Yak-7B; ese mes anotó sus últimas tres victorias aéreas confirmadas. Al mes siguiente fue nominado para una segunda Estrella de Oro de Héroe de la Unión Soviética, que le fue concedida el 24 de agosto de 1943. Ese día resultó gravemente herido en un accidente aéreo durante un vuelo de entrenamiento. Debido a la gravedad de sus heridas, no pudo realizar más misiones de combate durante el resto de la guerra.
En total, hasta ese momento, había realizado 305 misiones de combate, participado en treinta y ocho combates aéreos, durante los que consiguió dieciocho vistorias individuales y nueve compartidas; otras fuentes elevan esta cifra a veintidós victorias individuales y siete compartidas. Inicialmente continuó sirviendo como comandante de regimiento, y en septiembre de 1944 comenzó sus estudios en la Academia de la Fuerza Aérea de Monino (actualmente Academia Militar de la Fuerza Aérea Gagarin), donde se graduó en agosto de 1945.

### Posguerra
Después de graduarse, fue nombrado subcomandante de la 7.ª División de Aviación de Cazas de la Guardia. En diciembre de 1945 fue nombrado subcomandante de la 12.ª División de Aviación de Cazas de la Guardia. En mayo de 1947 fue nombrado subcomandante de la 229.ª División de Aviación de Cazas. Puesto en el que permaneció hasta 1949 cuando sumió el cargo de comandante de la 44.ª División de Aviación de Cazas. En 1952 renunció al mando de la unidad y en 1954 se graduó en la Academia Militar del Estado Mayor de las Fuerzas Armadas de la Unión Soviética, tras lo cual se convirtió en subcomandante del Cuerpo de Aviación de Combate de Minsk. Fue enviado a China en 1956 como asesor militar, donde permaneció hasta 1959. Ese año, se convirtió en jefe de Estado Mayor de la Aviación de Cazas del Ejército Especial de Defensa Aérea de Leningrado.
Se retiró del servicio activo en mayo de 1961, tras lo cual trabajó en el aeropuerto de Leningrado como asistente de turno del jefe del aeropuerto. Durante su carrera voló en una amplia variedad de aparatos, entre ellos: Yak-3, Yak-9, La-7, MiG-15 y MiG-17. Además de su carrera militar también fue diputado de la III Convocatoria del Sóviet supremo de la Unión Soviética (1950-1954).
Murió el  22 de agosto de 1967 en Leningrado, según algunas fuentes murió ahogado mientras nadaba durante unas vacaciones. Mientras que otras fuentes indican que murió en su casa de Leningrado mientras estaba de vacaciones.

## Condecoraciones

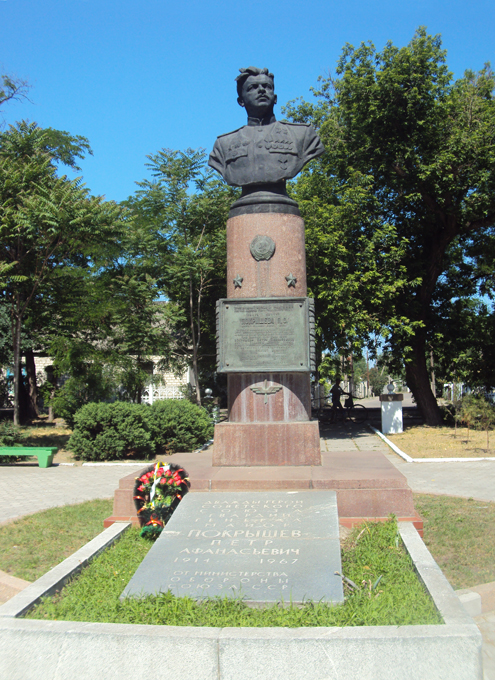
Tumba de Piotr Pokrishev en su localidad natal de Jola Pristan (Ucrania)

A lo largo de su carrera militar, Piotr Pokrishev recibió las siguientes condecoraciones
|  | Héroe de la Unión Soviética, dos veces (10 de febrero de 1943 y 24 de agosto de 1943)                  |
|  | Orden de Lenin (10 de febrero de 1943)                                                                 |
|  | Orden de la Bandera Roja, tres veces (15 de enero de 1940, 15 de marzo de 1942 y 30 de abril de 1954)  |
|  | Orden de la Guerra Patria de 1.er grado (20 de enero de 1943)                                          |
|  | Orden de la Estrella Roja, dos veces (19 de diciembre de 1941 y 20 de junio de 1949)                   |
|  | Medalla por el Servicio de Combate (3 de noviembre de 1944)                                            |
|  | Medalla por la Victoria sobre Alemania en la Gran Guerra Patria 1941-1945 (1945)                       |
|  | Medalla por la Defensa de Leningrado (1942)                                                            |
|  | Medalla Conmemorativa del 20.º Aniversario de la Victoria en la Gran Guerra Patria de 1941-1945 (1965) |
|  | Medalla del 30.º Aniversario de las Fuerzas Armadas de la URSS (1948)                                  |
|  | Medalla del 40.º Aniversario de las Fuerzas Armadas de la URSS (1957)                                  |
|  | Medalla Conmemorativa del 250.º Aniversario de Leningrado (1957)                                       |
|  | Medalla de la Victoria y la Libertad 1945 (República Popular de Polonia)                               |